# جنگل کوچک
جنگل کوچک (リトル・フォレスト Ritoru Foresuto) یا لیتل فارست یک مجموعه مانگای ژاپنی برشی از زندگی به نویسندگی و تصویرگری دایسوکه ایگاراشی است. این مانگا در یک فیلم ژاپنی لایو اکشن دو قسمتی اقتباس شد و در ۳۰ اوت ۲۰۱۴ و ۱۴ فوریه ۲۰۱۵ منتشر شدند. فیلم قسمت یک با عنوان جنگل کوچک: تابستان/پاییز در بخش Culinary Zinema (Film and gastronomy) در جشنواره بین‌المللی فیلم سن سباستین سال ۲۰۱۴ و فیلم قسمت دو با عنوان جنگل کوچک: زمستان/بهار در بخش Kulinarisches Kino (Culinary Cinema) در جشنواره بین‌المللی فیلم برلین سال ۲۰۱۵ به نمایش درآمدند. این مانگا همچنین در یک فیلم لایو اکشن محصول کره جنوبی اقتباس شد که در ۲۸ فوریه ۲۰۱۸ منتشر شد و در یک مجموعه تلویزیونی محصول کره جنوبی نیز اقتباس شد که در ۱۲ اوت ۲۰۱۹ پخش شد.